# Séverni (Korenovsk, Krasnodar)
Séverni (en ruso: Северный) es un jútor del raión de Korenovsk del krai de Krasnodar, en Rusia. Está situado a orillas del Zhuravka,  tributario del Beisuzhok Izquierdo, afluente del río Beisug, 23 km al oeste de Korenovsk y 55 km al nordeste de Krasnodar, la capital del krai. Tenía 18 habitantes en 2010.
Pertenece al municipio Diadkóvskoye.